# テハチャピ峠

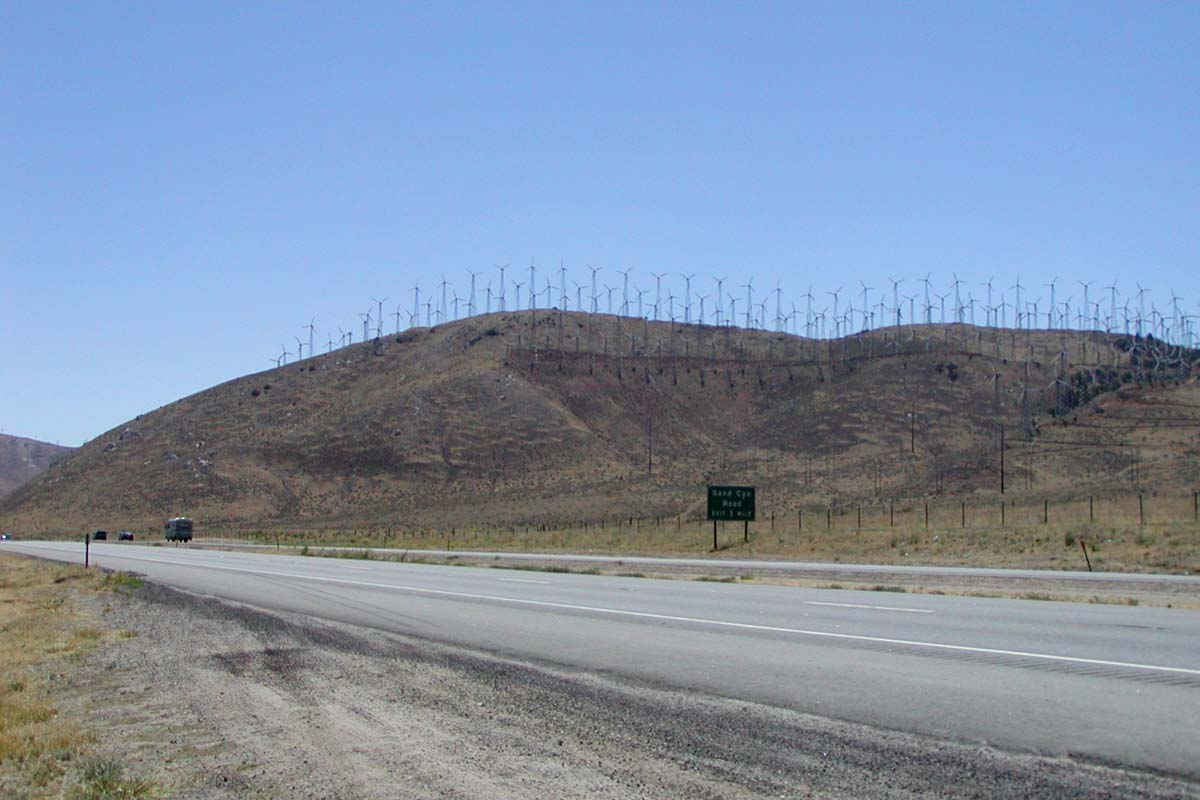

テハチャピ峠 (Tehachapi Pass) はアメリカ合衆国カリフォルニア州南部にある峠である。
テハチャピ山地とシエラネバダ山脈との間に位置しており、標高は3793フィート (1156 m)。サンホアキン・バレーとモハーヴェ砂漠を結んでいる。ユニオン・パシフィック鉄道の鉄道路線が通っており、頂上から21km西の地点にテハチャピループ線を形成している。
風力発電所に適しており、テハチャピ峠発電塔群やアルタウインドエナジーセンターなどの集合型風力発電所が存在する。
座標: 北緯35度06分08秒 西経118度16分58秒 / 北緯35.10222度 西経118.28278度